# Atteva numeratrix
Atteva numeratrix is een vlinder uit de familie Attevidae. De wetenschappelijke naam van de soort werd in 1930 gepubliceerd door Edward Meyrick.